# جنگ ایران با ازبک‌ها (۱۵۹۲)
شاه عباس یکم در سال ۱۵۹۲ برای گرفتن شهرهای خراسان از دست شیبانیان از قزوین بیرون آمد و تا بسطام پیش رفت. در همان حال از عبدالمؤمن خان ازبک که در نیشابور بود نامه‌ای رسید که در آن از شاه عباس یکم خواسته بود که پیمان نامه‌ای را که پیش از آن میان حسن بیگ آق قویونلو و سلطان حسین میرزای بایقرا دربارهٔ سرحدات عراق عجم و خراسان منعقد شده بود، محترم شمارد و خراسان را رها کند. شاه عباس نیز در پاسخ نوشت که این مصالحه نامه به او ربطی ندارد و در محل جنگ به زودی با او روبه‌رو خواهد شد.
پس از آن شاه عباس از بسطام به سوی نیشابور رفت و چون به جاجرم رسید، از نامه دیگری که عبدالمؤمن خان به او نوشته بود، دریافت که وی از نیشابور به جام عقب نشینی کرده‌است. شاه عباس به آسانی شهرهای مزینان، سبزوار، جاجرم و نیشابور را گرفت و در هر یک از این دیار حکام ایرانی گذاشت و تا نزدیکی شهر پیش رفت، اما به سبب زمستان سخت خراسان، مابقی کار را به بعد واگذاشت و به قزوین بازگشت.